# Natura 2000-område nr. 98 Tinglev Sø og Mose, Ulvemose og Terkelsbøl Mose
 Natura 2000-område nr. 98 Tinglev Sø og Mose, Ulvemose og Terkelsbøl Mose består af består af fuglebeskyttelsesområde (F62). Området ligger i Aabenraa Kommune i vandplanopland 4.1 Kruså-Vidå . Det er er delt i to adskilte områder på hver side af Tinglev, Ulvemose og Terkelsbøl Moser nordvest for byen, og den tidligere Tinglev Sø, nu Tinglev Mose sydøst for Tinglev. Hele området dækker omfatter 919 hektar hvoraf er 115 ha statsejet.
De centrale mosearealer er nedbrudt højmose med spredte tørvegrave, brunvandede søer og store andele af skovbevokset tørvemose, der er en særligt truet naturtype (prioriteret naturtype). Randarealerne er lavtliggende marginaljord, som drives ekstensivt. Begge
områder er afvandet gennem systemer af grøfter. Afvandingen er blevet dårligere de seneste årtier, da arealerne i og omkring moserne har sat sig, som følge af nedbrydning af tørven.
Udpegningsarterne rørhøg og hedehøg var tidligere faste ynglefugle i moserne, og for hedehøgens vedkommende fandtes den her i en af landets største koncentrationer af arten. I 2012 blev følgende arter tilføjet udpegningsgrundlaget: Trane, blåhals og rødrygget tornskade

## Fredning
Tinglev Sø og Mose blev fredet i 1966, i et forsøg på at råde bod på den uheldige vandstandssænkning der var foregået ved afvandingen der blev gennemført samme år.  I sidste halvdel af 1990’erne var der et naturgenopretningsprojekt, hvor man bl.a. anlagde en sti hele mosen rundt.

## Natura 2000 handleplaner
I den første Natura 2000-plan 2010-15 gennemførte man rydninger, forbedrede de hydrologiske forhold og iværksatte plejetiltag. Der er for anden planperiode 2016-21, givet tilsagn om tilskud til pleje i form af græsning/slæt på 40 ha, forberedelse af græsning
på 19 ha og rydning på 18 ha. Samlet er der givet tilsagn til naturplejeindsats på 62 ha for at forbedre forholdene for fuglene på udpegningsgrundlaget.

## Eksterne kilder og henvisninger
1. ↑  Vandplan 2009-2015. Vidå - Kruså, Hovedvandopland 4.1 Arkiveret 5. oktober 2017 hos  Wayback Machine på mst.dk
2. ↑  Om fredningen på fredninger.dk
3. ↑  Fredningskendelse 13. december 1966

- Naturplanen Arkiveret 6. oktober 2017 hos  Wayback Machine
- Basisanalysen 2016-21 Arkiveret 6. oktober 2017 hos  Wayback Machine
- Tinglev Sø blev til en afvandet mose med landbrug dettabteland.dk hentet 6. oktober 2017